# Artaxerxes III
Artaxerxes III (Perzisch: اردشیر سوم, Oudperzisch: 𐎠𐎼𐎫𐎧𐏁𐏂𐎠, Artaxšaçrā) was een sjah van het Perzische rijk van 358 tot 338 v.Chr., uit de dynastie der Achaemeniden. Hij was een wettelijke zoon van Artaxerxes II en vader van de latere sjah Arses.

## Jeugd en troonsbestijging
Hij was een vaardig bestuurder en militair en had onder het bewind van zijn vader al legers geleid en ambten bekleed.
Zijn oudere broer, die ook Artaxerxes heette, kwam tegen het gezag van zijn vader in opstand, maar faalde en werd geëxecuteerd, zodat Artaxerxes III de nieuwe kroonprins werd. De enige andere bedreiging voor zijn positie was een zoon van Artaxerxes II bij een bijvrouw. Deze werd echter vermoord. En ook de moeder van Artaxerxes werd uit de weg geruimd, zodat er geen andere mogelijke bedreiging meer was. Toen zijn vader in 358 v.Chr. stierf, volgde hij als enige nog levende wettelijke zoon zijn vader op.

## Binnenlands beleid
Atraxerxes III deed tijdens zijn regering zijn uiterste best om voor een ommekeer in de neergaande lijn van de Achaemeniden te zorgen, het gezag van zijn dynastie te herstellen, en ook om de aloude kracht van het rijk te doen herleven. Zo was een van zijn eerste daden dat hij alle mannelijke prinsen van de familie uit de weg liet ruimen om verdere concurrentie te voorkomen. Ook deed hij alles wat hij kon om een eind te maken aan alle hofintriges, corruptie en samenzweringen aan het hof en probeerde hij het gezag van de sjah te herstellen. Hij zorgde tevens voor een betere en stabielere administratie. In de eerste jaren van zijn regering pakte hij zo veel mogelijk de binnenlandse problemen aan en zorgde hij voor stabiliteit in Perzië: hij maakte een einde aan het wanbestuur in de provincies, zorgde ervoor dat steden weer tot bloei kwamen, herstelde de handel, maakte een eind aan de economische achteruitgang en zorgde zelfs voor grote economische bloei. Hij brak de macht van de aristocratie en verzette veel werk om een eind te maken aan de binnenlandse onlusten om het gezag van de grote sjah te herstellen. Verder zorgde hij voor een zeer grote politieke, economische, culturele en militaire bloei. Perzië had militair gezien wel nog redelijk wat tijd nodig om zich te herstellen, zodat Artaxerxes maar een beetje kon rekenen op zijn beroepssoldaten. Maar verder verhielp hij alle problemen van de economie die hij weer sterk liet bloeien, zorgde hij voor een sterk bestuur, voor eenheid en culturele bloei en zorgde hij ervoor dat het rijk op alle punten gigantisch tot bloei kwam en weer zeer machtig werd.

## Buitenlands beleid

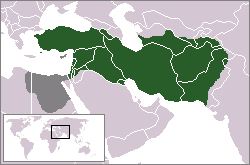
Het Achaemenidische Rijk en zijn uitbreiding onder Artaxerxes III (in grijs)

Na de binnenlandse problemen te hebben aangepakt, richtte hij zich op de buitenlandse politiek, waarin hij trachtte het oude grondgebied te herstellen. Hij liet grootschalig Griekse huurlingen werven en richtte nieuwe legers op om de opstanden in Phoenicië, Syrië en een hoop oosterse provincies neer te slaan. Daarna herstelde hij het afgebrokkelde gezag in de Indusvallei. Tevens rekende hij af met al zijn opstandige satrapen. Zijn vader was erin geslaagd ze tegen elkaar uit te spelen en zo de situatie meester te blijven, maar was er niet geslaagd al het verzet de kop in te drukken. Artaxerxes III brak dit verzet, versloeg alle satrapen en herstelde overal, vooral in het westen waar de meeste opstandige satrapen waren, het koninklijk gezag. Tevens maakte hij een einde aan het bewind van de afvallige stadhouder van Sidon, Artabazus, waarna hij de stad verwoestte en hem doodde. Ook ondernam hij twee veldtochten tegen Egypte tijdens zijn bewind. De eerste was in 351 v.Chr., waarin hij de Egyptische legers een aantal zware nederlagen toebracht en Palestina heroverde. Na de herovering van Palestina trok hij Egypte binnen en bleef de Egyptenaren grote nederlagen toebrengen. Uiteindelijk echter kregen de Egyptenaren hulp van de Atheners en een hoop Griekse huurlingen en sloegen de aanval met veel moeite af. In 343 v.Chr. ondernam Artaxerxes een tweede aanval op Egypte, dat nog moeite had zich te herstellen van de eerste, hoewel de innerlijke kracht van het Perzische rijk intussen weer was toegenomen. Deze keer werd de invasie nog beter georganiseerd en werd met nog sterkere legers gevochten. De invasie kwam onder leiding te staan van generaal Bagoas en generaal Mentor van Rhodos die tevens het Perzische gezag in Klein-Azië hersteld had. Alle Egyptische legers werden deze keer verslagen, inclusief de Griekse hulptroepen en huurlingen. De laatste oud-Egyptische farao, Nectanebo II, werd verjaagd. Memphis werd belegerd en ingenomen, waarna de muren werden afgebroken, en in heel het land vonden gigantische plunderingen en verwoestingen plaats. Het land kwam weer onder het gezag van een satraap. Bagoas en generaal Mentor van Rhodos keerden vol met buit beladen terug naar Perzië. Ondertussen had Artaxerxes III de financiële en militaire krachtbronnen van het rijk weer hersteld en door de grote buit werden deze nog verder aangevuld. En nu Artaxerxes III naast koning der koningen (Sjahansjah) ook de eerste farao van de 31e dynastie was en alle kuststreken weer in handen had, begon hij aan het bouwen van een oorlogsvloot. Toen deze af was besloot hij ook de Egeïsche zee weer in handen te krijgen. Eerst heroverde hij Cyprus, bezette het land en dwong de daar regerende koning zijn opperheerschappij te erkennen. Ondertussen had Artaxerxes III de centrale administratie nog verder verbeterd en startte een sterk bloeiend bewind in het hele rijk, wat weer tot bloei kwam en weer zeer machtig werd. Artaxerxes III zorgde tevens voor veel minder misdaad,een goed gerechtssysteem, vrede en rust en een bloeiende handel in het hele rijk. Artaxerxes III probeerde er tevens voor te zorgen dat de gewone man het beter kreeg, hij slaagde hierin en de rijkdom van de burgerij nam enorm toe. Kleitabletten uit Babylonië bewijzen dat dankzij Artaxerxes III de graanprijzen op dat moment veel lager werden hetzij ook duidde op succes in de landbouw. Het Perzische rijk kreeg zelfs meer aanzien, macht en rijkdom dan dat het ten tijde van Cambyses II, Darius I en Xerxes I had gekend. Er was echt sprake van een heropleving van het centrale bestuur en het rijk werd zelfs zo machtig, dat het overwicht kreeg tegen het verzwakte Griekenland. Hij veroverde eerst Rhodos op de Atheners en dwong ze daarna afstand te doen van Chios en Kos, waarna de satraap van Carië, {Mausolus}, vrede met ze sloot in zijn voordeel.

## Verhouding met Macedonië
Tijdens zijn bewind nam tevens de kracht van Macedonië sterk toe. Philippus II van Macedonië kreeg vrijwel de gehele Balkan in zijn macht en in 346 v.Chr. ook Noord-Griekenland grotendeels. Artaxerxes III besloot soldaten te sturen naar de zuidelijke Grieken wat bijdroeg aan het mislukte beleg van Byzantium door Philippus II. Toen in 338 v.Chr. de Grieken echter verslagen werden, sloot Artaxerxes III een vriendschapsverdrag met hem dat heel kort zou standhouden.

## Dood en opvolging

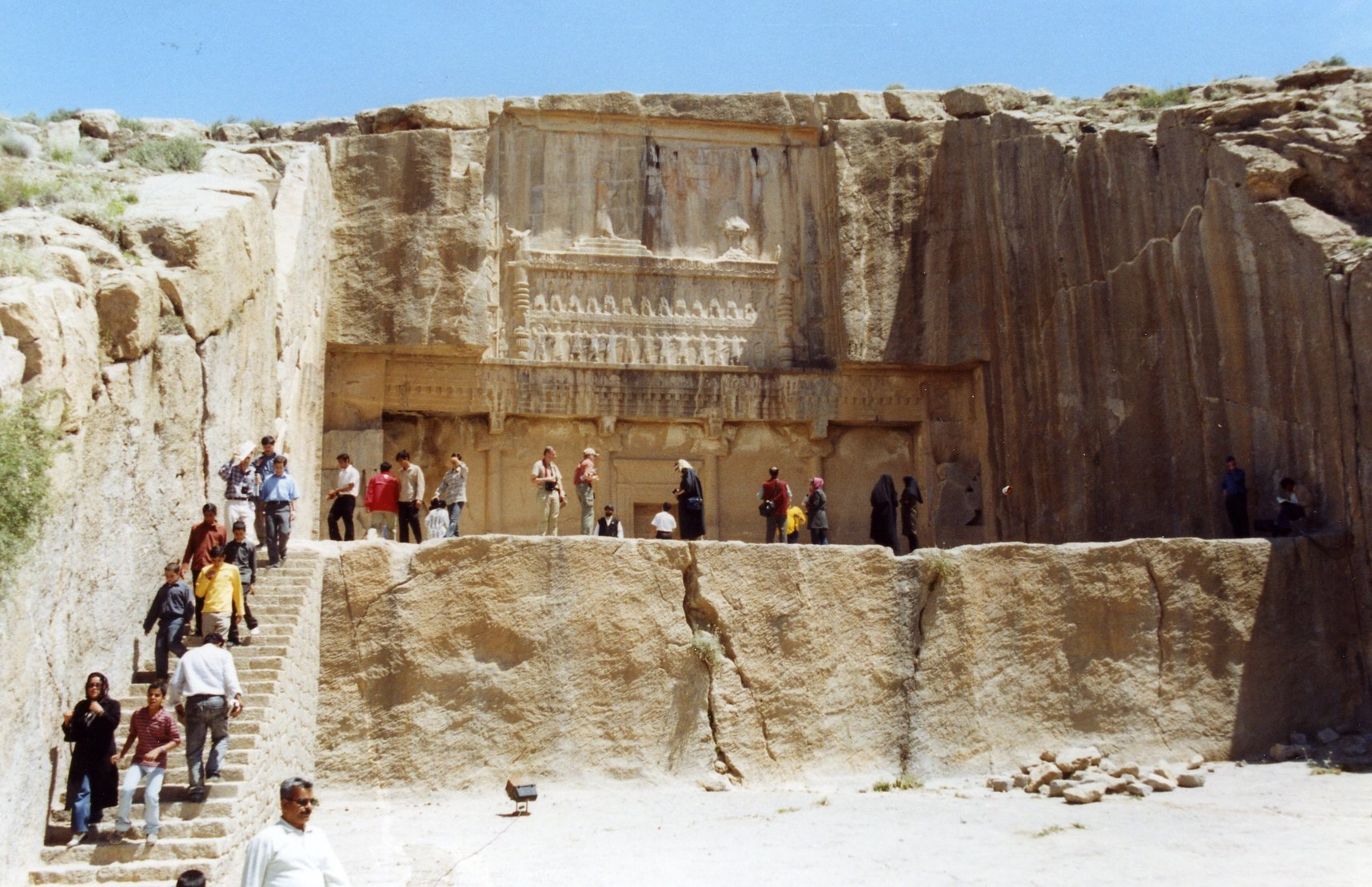
De graftombe van Artaxerxes III in Persepolis

In 338 v.Chr. stierf Artaxerxes III een vredige dood, nadat hij het Perzische rijk in zijn oude luister had hersteld en werd opgevolgd door zijn zoon Arses die het sterke bewind van zijn vader voortzette. En zelfs tempels in Babylon liet restaureren. In 337 v.Chr. kwam er echter een abrupt einde aan een echte heropleving van het centrale bestuur, doordat de paleiseunuch Bagoas de nieuwe koning die hij vroeger had onderwezen in zijn macht probeerde te krijgen. En zelfs al diens broers doodde om dit te versterken. Zodat het centrale bestuur opnieuw in verval raakte, er weer intriges uitbraken en er zelf drie grote opstanden uitbraken. De Macedoniërs maakten hier gebruik van en verbraken het vredesverdrag en vielen Klein-Azië binnen. Arses echter stelde zich uiteindelijk alsnog onafhankelijk op, maar was niet in staat de problemen de baas te blijven. In 336 v.Chr. werd Arses samen met al zijn zonen en vrouwen vermoord door Bagoas die alle nakomelingen van Artaxerxes III uit de weg ruimde en uiteindelijk een achterneef van Artaxerxes III en Arses, Darius III, op de troon plaatste.
Over deze gebeurtenissen bestaan reeds lange tijd grote discussies. Zo wordt, op gezag van de Griekse auteur Diodorus Siculus, wel beweerd dat Artaxerxes III in 338 werd vergiftigd door zijn voornaamste adviseur en hofeunuch, de reeds genoemde invloedrijke Bagoas. Dit is echter niet juist: een pas gevonden kleitablet in het British Museum, BM 71537, bewijst dat de oude vorst een natuurlijke dood stierf. Dat zijn opvolger Arses werd vermoord door Bagoas, zoals door Diodorus Siculus wordt beweerd, wordt bevestigd door de spijkersschrifttekst die bekendstaat als Dynastieënprofetie. Omtrent de moord op de familie van Artaxerxes III en Arses bestaan ook discussies: zo beweerde Arrianus bijvoorbeeld dat een broer van Arses, Bisthanes, aan de moordpartijen van Bagoas ontsnapte en het land ontvluchtte. In ieder geval is duidelijk dat in 336 v.Chr. heel de opvolgingslijn van Artaxerxes III was uitgeroeid, waarna Darius III, uit een zijtak van de Achaemeniden, op de troon werd geplaatst, die Bagoas een voor hem bedoelde gifbeker zelf liet opdrinken.